# 카포티
《카포티》(Capote, 2005)는 미국의 작가 트루먼 커포티가 그의 논픽션 소설 〈인 콜드 블러드(In Cold Blood)〉(1966)를 완성하기까지의 과정을 다룬 영화이다. 제럴드 클라크(Gerald Clarke)가 쓴 전기 <Capote>(1988)를 바탕으로 했으며 베넷 밀러가 감독을 맡았다.

## 배역
- 필립 시모어 호프먼 - 트루먼 카포티
- 캐서린 키너 - 넬 하퍼 리
- 클리프턴 콜린스 주니어 - 페리 스미스
- 마크 펠레그리노 - 리처드 히콕
- 브루스 그린우드 - 잭 던피
- 크리스 쿠퍼 - 앨빈 듀이
- 에이미 라이언 - 마리 듀이

## 수상
- 제 78회 아카데미상 남우주연상 (2006)
- 골든 글로브 남우주연상 (2006)
- BAFTA 남우주연상 (2006)
- 미국 배우 조합상 (SAG) 남우주연상 (2006)